# Смоктання пальців
Смоктання великого пальця — повторювана поведінка, яка зустрічається у людей та приматів, виглядає як введення великого пальця в рот і ритмічне повторення всмоктування і тримання у роті протягом тривалих відрізків часу. 

## Різновиди та параметри
Це також може бути зроблено будь-яким пальцем у межах досяжності — пальці різних рук, пальці ніг. Поведінка має заспокійливий ефект для дітей грудного віку. При вкоріненні звички, у грудної дитини зазвичай розвивається комплекс «улюбленого пальця» для смоктання.
Ця поведінка використовується батьками при догляді, і пальці можуть бути заміщені на пустушку, порожню пляшку з пустушкою, у деяких культурах шматочком їжі, привязаним за ниточку.
При народженні, дитина рефлекторно смокче будь-який предмет, поміщений в рот. Це рефлекс смоктання, відповідальний за грудне вигодовування. З початком поживного харчування, немовлята сприймають дану звичку, як можливість повноцінного харчування, а отже наступного задоволення та комфорту.
В міру зростання, коли дитина відлучається від харчового смоктання, вона може віднайти альтернативні засоби задля отримання подібних позитивних для неї відчуттів. Зазвичай, подібний рефлекс зникає у віці 4 місяців.
Смоктання великого пальця не є чисто інстинктивною поведінкою і може тривати набагато довше. Крім того, ультразвукове сканування показало, що смоктання великого пальця може початися до народження, вже через 15 тижнів після зачаття. Досі невідомо: чи є ця поведінка добровільною або через випадкові рухи плода в утробі матері.
У певних осіб дана звичка зберігається у дорослому віці. Дослідження підтвердили, що смоктання великого пальця викликає часткове вивільнення психічного та фізичного напруження.